# Jean-Rémy Marcadet
Pour les articles homonymes, voir Marcadet.
Œuvres principales
La Rosière de Salency
Les Petits Riens
Scènes principales
Ballet royal suédois
Jean-Rémy Marcadet (né à Paris en 1755, mort avant 1823) est un danseur et chorégraphe français qui fit essentiellement carrière en Suède.
Élève de Jean-Baptiste Dehesse, il est acteur et danseur en 1770 chez Audinot, au Théâtre de l'Ambigu-Comique, puis danse à Lisbonne d'avril 1772 à mars 1773, avant d'arriver à Stockholm où il est engagé avec l'appui du baron Erik Magnus Staël von Holstein et nommé premier danseur au Ballet royal suédois de 1778 à 1795.
Le 1er février 1780, il épouse la première actrice de la troupe, Marie-Louise Anselme, dite Baptiste (1758-1822), fille de comédiens français. Ils reviennent à Paris en novembre 1795, après la Terreur. 
Le couple a eu au moins un fils, François-Rémi Marcadet, qui était maître de musique vocale à Pontlevoy (Loir-et-Cher), commune où il est mort le 14 mai 1820, âgé de 39 ans.
Avec Louis Gallodier et Antoine Bournonville, il est l'un des principaux fondateurs du ballet en Suède.

## Chorégraphies
- 1786 : La Rosière de Salency
- 1787 : Ninette à la cour, d'après Maximilien Gardel
- 1788 : Le Triomphe de Constance
- 1790 : Le Sculpteur dupé
- 1790 : Persée et Andromède
- 1790 : Slädpartiet
- 1791 : Les Petits Riens
- 1793 : Mirza et Lindor, d'après Maximilien Gardel, où il danse le rôle principal de Lindor[5].
- 1793 : Les Marchandes de modes
- 1793 : Arlequin magicien par amour